# Jack Brokensha
Jack Brokensha (gebürtig: John Joseph Brokensha; * 5. Januar 1926 in Adelaide, South Australia; † 28. Oktober 2010 in Sarasota, Florida) war ein australischer Jazz-Musiker (Vibraphon, Schlagzeug), Arrangeur und Komponist.

## Leben und Wirken
Jack Brokensha hatte zunächst Perkussionsunterricht bei seinem Vater und spielte dann Xylophon in Vaudeville-Shows und beim Radio. Von 1942 bis 1944 war er Mitglied des Australian Symphony Orchestra und spielte von 1944 bis 1946 in einer Band der Royal Australian Air Force. Danach arbeitete er 1947/48 mit einem eigenen Ensemble in Melbourne, dann in Sydney (1949/50), in Brisbane und schließlich 1951 in Adelaide.
1953 zog er mit dem Pianisten Bryce Rohde nach Kanada; dort bildeten sie 1954 mit Errol Buddle und Dick Healey das Australian Jazz Quartet, mit dem sie 1957/58 fünf Alben für Bethlehem Records einspielte, teilweise auch in Quintett- oder Sextett-Besetzung, erweitert um Jerry Segal, Frank Capp oder Osie Johnson. Nach einer Tournee durch Australien löste sich die Band auf. Brokensha zog dann nach Detroit, wo er als Studiomusiker bei Motown Records als Perkussionist arbeitete. In dieser Zeit begleitete er Sammy Davis Jr. auf einer Australientournee.
Schließlich gründete er eine eigene Musikproduktion und war als Sessionmusiker für Fernsehsender sowie als Diskjockey tätig; daneben spielte er 1963 mit Art Mardigan und nahm ein Album für Savoy Records auf. Erst wieder 1980 entstand erneut ein Album unter eigenem Namen; in den 1990er Jahren arbeitete er mit eigenen Gruppen und begleitete die Pianistin Bess Bonnier. 1994 kam es für eine Tournee und Aufnahmen zu einer kurzen Reunion des Australian Jazz Quartet. Seine letzten Jahre verbrachte er ab 1997 in Sarasota (Florida).

## Diskographische Hinweise
Alben unter eigenem Namen
- And Then I Said (Savoy Records, 1963)
- Holiday Inventions (1968)
- Boutique (1993)
- X-Mazz (1994)

Alben mit dem  Australian Jazz Quartet
- The Australian Jazz Quintet at the Varsity Drag (Bethlehem, 1957)
- Australian Jazz Quintet Plus One (Bethlehem, 1957)
- Rodgers & Hammerstein (Bethlehem, 1957)
- Free Style (Bethlehem, 1958)
- Three Penny Opera (Bethlehem, 1958)
- Reunion! Recorded Live – Adelaide Town Hall (AEM, 1994)

## Einzelnachweis
1. ↑  Nachruf

| Personendaten    | Personendaten                                                               |
| ---------------- | --------------------------------------------------------------------------- |
| NAME             | Brokensha, Jack                                                             |
| ALTERNATIVNAMEN  | Brokensha, John Joseph                                                      |
| KURZBESCHREIBUNG | australischer Jazz-Musiker (Vibraphon, Schlagzeug), Arrangeur und Komponist |
| GEBURTSDATUM     | 5. Januar 1926                                                              |
| GEBURTSORT       | Adelaide, South Australia                                                   |
| STERBEDATUM      | 28. Oktober 2010                                                            |
| STERBEORT        | Sarasota, Florida                                                           |